# Theodor Hemptenmacher

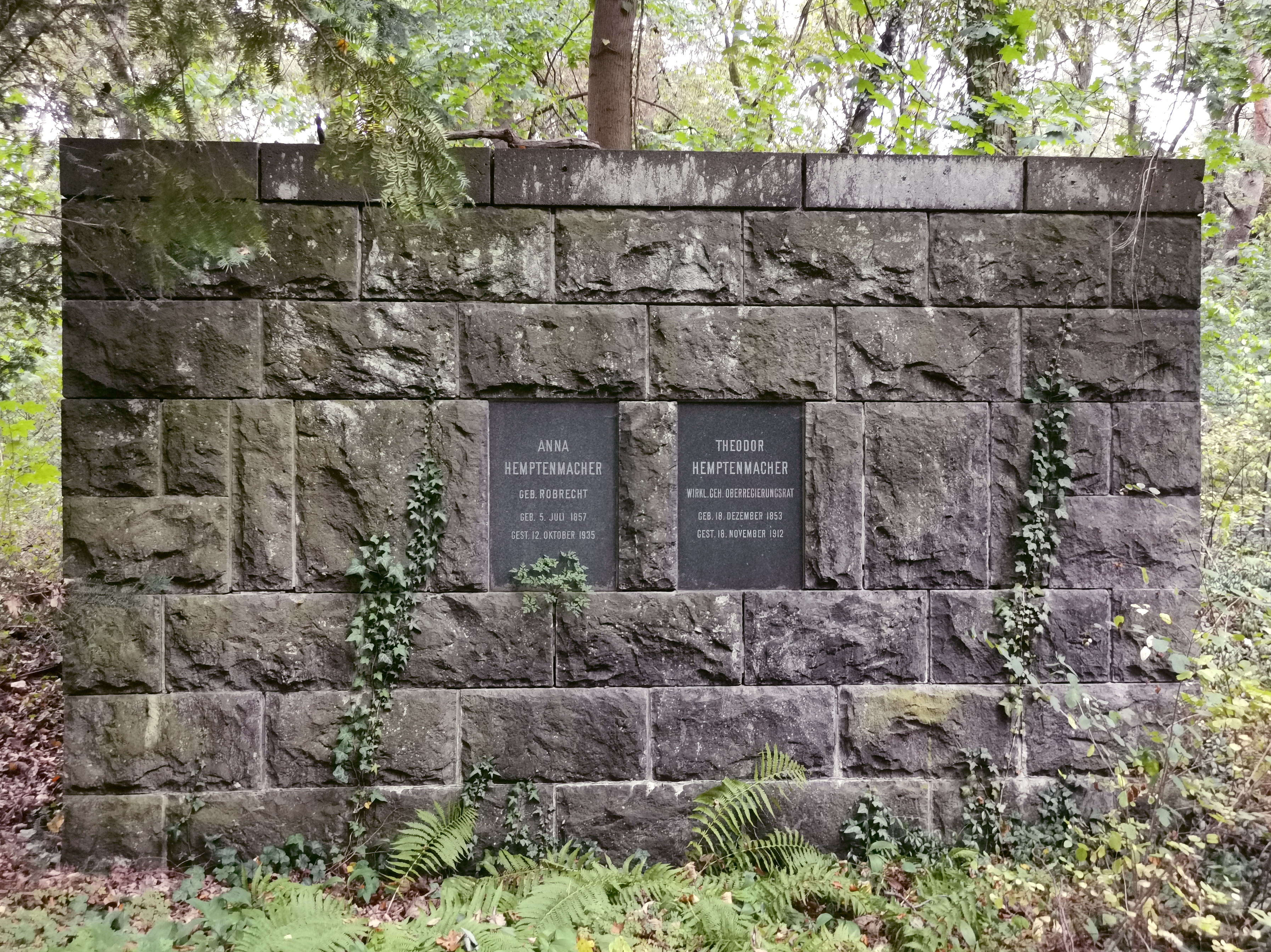
Grab auf dem Südwestkirchhof Stahnsdorf im Block „Alte Umbettung“

Eduard Theodor Hemptenmacher (* 18. Dezember 1853 in Berlin; † 18. November 1912 ebenda) war ein deutscher Verwaltungsjurist und Bankier.

## Leben und Wirken
Nach dem Studium der Rechtswissenschaft und dem anschließenden Vorbereitungsdienst begann er seine Laufbahn im preußischen Staatsdienst: ab 1879 arbeitete er als Gerichtsassessor in Berlin, dann als Regierungsassessor bei der Ministerial-Baukommission, um 1883 als Hilfsarbeiter im preußischen Finanzministerium, später bei der Bezirksregierung Potsdam, ab 1886 als Regierungsrat, ab 1887 beim Polizeipräsidium Berlin, dort ab 1891 als Dirigent in der Bauabteilung.
1894 wurde er als Oberverwaltungsgerichtsrat beim Preußischen Oberverwaltungsgericht in Berlin tätig. 1897 wurde er Staatskommissar bei der Berliner Börse und Geheimer Oberregierungsrat, zuletzt war er als Wirklicher Geheimer Oberregierungsrat eingesetzt, nachdem diese Stelle mit dem Börsengesetz vom 22. Juni 1896 neu eingerichtet worden war. Als solcher zählte er zu den Befürwortern einer Börsenreform. Zugleich verfasste er einen Kommentar zum Börsengesetz.
1909 wurde er zum Direktor der Commerz- und Discontobank in Berlin berufen. Hier war er 1909 auch an der Gründung des Beamtenversicherungsvereins des deutschen Bank- und Bankiergewerbes (BV) beteiligt. Von 1904 bis zu seinem Tod leitete er außerdem als 11. Zwingherr die Gesetzlose Gesellschaft zu Berlin.
Theodor Hemptenmacher starb nach längerer Krankheit im Alter von 58 Jahren in Berlin und wurde am 22. November 1912 auf dem Alten St.-Matthäus-Kirchhof in Schöneberg beigesetzt. Bei der Umgestaltung der Reichshauptstadt Berlin nach Plänen von Albert Speer wurde 1938/1939 ein Teil des Friedhofs aufgelassen, die sterblichen Überreste wurden auf den Südwestkirchhof Stahnsdorf umgebettet. Das dortige Grab Hemptenmachers ist erhalten.

## Schrift
- (mit Hugo Brendel und Adolf Wermuth): Börsengesetz nebst Ausführungsbestimmungen vom 22. Juni 1896 / 8. Mai 1908. Text-Ausgabe mit Anmerkungen und Sachregister. (= Guttentag’sche Sammlung deutscher Reichsgesetze, Nr. 41.) Berlin 1908. / 3. Auflage (bearbeitet von Oscar Meyer), Berlin 1915.